# كروم عرب
كروم عرب هي قرية لبنانية من قرى قضاء عكار في محافظة الشمال. تقع في تجمع للقرى يسمى نجد عكار.
تتميز بموقعها إذ يطل على جرود عكار وسهولها وعلى البحر وقربها من الساحل والأسواق التجارية،
وبطبيعتها الخلابة، وينابيعها العذبة، وأشجارها المتنوعة.
أبرز عائلاتها: حرفوش، سليمان، خزعل، حسين، دياب.